# Tański (herb szlachecki)
Tański – polski herb szlachecki osiadłej na Ukrainie rodziny. Odmiana herbu Nałęcz.

## Opis herbu
Opisy z wykorzystaniem zasad blazonowania, zaproponowanych przez Alfreda Znamierowskiego:
W polu czerwonym chusta srebrna, ułożona w koło, związana u dołu, z opuszczonymi końcami, nad którą gwiazda złota.
Klejnot: Trzy pióra strusie przeszyte strzałą.

## Geneza
Herb rodziny osiadłej na Ukrainie, protoplastą rodu miał być Anton Tański, ataman białocerkiewski (1711) i kijowski (1712).

## Herbowni
Herb ten, jako herb własny, przysługiwał tylko jednemu rodowi herbownych:
Tański.